# Nicholas Bethell, 4. Baron Bethell
Nicholas William Bethell, 4. Baron Bethell (* 19. Juli 1938 in London; † 8. September 2007) war ein britischer Autor und Politiker der Conservative Party, der von 1967 bis 1999 Mitglied des Oberhauses (House of Lords) war. Er war zudem von 1979 bis 1994 sowie erneut zwischen 1999 und 2003 Mitglied des Europäischen Parlaments und verfasste zudem verschiedene Sachbücher zu zeitgeschichtlichen politischen Themen.

## Leben
Nicholas William Bethell war der Sohn von Hon. William Gladstone Bethell (1904–1964) und dessen Ehefrau Ann Margaret Frances Barlow († 1996). Väterlicherseits war er ein Enkel des Bankiers und Politikers John Henry Bethell (1861–1945), der von 1906 bis 1922 Abgeordneter des Unterhauses (House of Commons) war und 1911 erst in der Baronetage of the United Kingdom zum Baronet, of Park House, sowie 1922 in der Peerage of the United Kingdom zum Baron Bethell erhoben wurde, wodurch er Mitglied des Oberhauses wurde. Er absolvierte nach dem Besuch der Harrow School ein Studium im Fach Orientalische Sprachen mit dem Schwerpunkt Arabisch und Persisch am Pembroke College der University of Cambridge.
Nach dem Tod seines Onkels John Bethell, 2. Baron Bethell (1902–1965), 1965, erbte er 1967 beim kinderlosen Tod von dessen Sohn, seinem Cousin Guy Bethell, 3. Baron Bethell (1928–1967), den Titel als 4. Baron Bethell und erhielt dadurch einen Sitz im Oberhaus (House of Lords), den er bis zur Abschaffung erblicher Parlamentssitze mit durch den House of Lords Act 1999 innehatte. Zugleich erbte er auch den nachgeordneten Titel als 4. Baronet, of Park House. Im Kabinett Heath fungierte er zwischen 1970 und 1971 kurzzeitig als Lord-in-Waiting.
Bei der Europawahl am 7. Juni 1979 wurde Lord Bethell für die Conservative Party zum Mitglied des 1. Europäischen Parlamentes gewählt und gehörte diesem vom 17. Juli 1979 nach seiner Wiederwahl bei der Europawahl am 14. Juni 1984 sowie bei der Europawahl am 15. Juni 1989 auch als Mitglied des zweiten Europäischen Parlamentes und als Mitglied des dritten Europäischen Parlamentes bis zum 18. Juli 1994 an. Er schloss sich vom 17. Juli 1979 bis zum 30. April 1992 der Fraktion der Europäischen Demokraten (ED) sowie zuletzt zwischen dem 1. Mai 1992 und dem 18. Juli 1994 der Fraktion der Europäischen Volkspartei (Christdemokraten) an. In der ersten Legislaturperiode war er zwischen dem 20. Juli 1979 und dem 21. September 1982 stellvertretender Vorsitzender und danach vom 22. September 1982 bis zum 23. Juli 1984 Mitglied des Politischen Ausschusses. Des Weiteren war er zugleich zwischen dem 25. Oktober 1979 und dem 31. Dezember 1980 Mitglied der Delegation im Gemischten Parlamentarischen Ausschuss EWG-Griechenland und später vom 11. April 1983 bis zum 23. Juli 1984 Mitglied der Delegation für die Beziehungen zu den Vereinigten Staaten.
In der zweiten Wahlperiode war Lord Bethell zwischen dem 26. Juli 1984 und dem 24. Juli 1989 weiterhin Mitglied des Politischen Ausschusses sowie zugleich vom 12. Februar 1985 bis zum 24. Juli 1989 zugleich auch wieder Mitglied der Delegation für die Beziehungen zu den Vereinigten Staaten. Daneben war er zwischen dem 26. Juli 1984 und dem 20. Januar 1987 stellvertretendes Mitglied des Ausschusses für Jugend, Kultur, Bildung, Information und Sport sowie im Anschluss vom 21. Januar 1987 bis zum 24. Juli 1989 stellvertretendes Mitglied des institutioneller Ausschusses. Während dieser Zeit erwarb er 1987 einen Doctor of Philosophy (Ph.D.) an der University of Cambridge. Danach war er in der dritten Wahlperiode zwischen dem 28. Januar 1992 und dem 18. Juli 1994 stellvertretender Vorsitzender des Unterausschusses für Menschenrechte sowie gleichzeitig vom 13. Februar 1992 bis zum 18. Juli 1994 stellvertretender Vorsitzender der Delegation für die Beziehungen zu den Republiken der Gemeinschaft Unabhängiger Staaten (GUS), nachdem er zuvor seit dem 15. Januar 1992 Mitglied dieser Delegation war. Zu Beginn dieser Wahlperiode war er vom 26. Juli 1989 bis zum 14. Januar 1992 erneut Mitglied des Politischen Ausschusses und der Delegation für die Beziehungen zu den Vereinigten Staaten sowie daraufhin zwischen dem 15. Januar 1992 und dem 18. Juli 1994 Mitglied des Ausschusses für auswärtige Angelegenheiten und Sicherheit. Des Weiteren war er vom 26. Juli 1989 bis zum 14. Juli 1992 stellvertretendes Mitglied des Ausschusses für Entwicklung und Zusammenarbeit, zwischen dem 15. Januar 1992 und dem 31. Januar 1994 stellvertretendes Mitglied der Delegation für die Beziehungen zu Polen sowie vom 15. Januar 1992 und dem 18. Juli 1994 stellvertretendes Mitglied des Ausschusses für Grundfreiheiten und innere Angelegenheiten, ehe er zuletzt zwischen dem 1. Februar und dem 18. Juli 1994 noch stellvertretendes Mitglied der Delegation im Gemischten Parlamentarischen Ausschuss EU-Polen war. Für seine Verdienste in dieser Zeit wurde ihm 1991 das Kommandeurskreuz des Verdienstordens der Republik Polen sowie 1992 der Preis des Präsidenten Russlands verliehen.
Nachdem Lord Bethell in der vierten Wahlperiode (1994 bis 1999) nicht dem Europäischen Parlament angehörte, wurde er bei der Europawahl am 10. Juni 1999 auch Mitglied des 5. Europäischen Parlamentes und gehörte diesem bis zu seinem Mandatsverzicht am 29. September 2003 an, woraufhin Ian Twinn am 21. Oktober 2003 als Abgeordneter nachrückte. Er schloss sich Fraktion der Europäischen Volkspartei (Christdemokraten) und europäischer Demokraten an und war in dieser Zeit vom 22. Juli 1999 bis zum 14. Januar 2002 stellvertretender Vorsitzender der Delegation im gemischten parlamentarischen Ausschuss EU-Polen sowie daraufhin zwischen dem 7. Februar 2002 und dem 24. September 2003 stellvertretender Vorsitzender der Delegation im parlamentarischen Ausschuss für die Zusammenarbeit EU-Russland. Er war ferner vom 21. Juli 1999 bis zum 14. Januar 2002 Mitglied und daraufhin vom 17. Januar 2002 bis zum 29. September 2003 stellvertretendes Mitglied des Ausschusses für auswärtige Angelegenheiten, Menschenrechte, gemeinsame Sicherheit und Verteidigungspolitik sowie anschließend zwischen dem 17. Juli 2002 und dem 29. September 2003 Mitglied des Ausschusses für die Freiheiten und Rechte der Bürger, Justiz und innere Angelegenheiten. Des Weiteren war er vom 8. Oktober 1999 bis zum 14. Januar 2002 sowie erneut zwischen dem 7. 12. März 2002 stellvertretendes Mitglied der Delegation im gemischten parlamentarischen Ausschuss EU-Slowakei und weiterhin vom 13. März 2002 bis zum 29. September 2003 stellvertretendes Mitglied der Delegation im gemischten parlamentarischen Ausschuss EU-Polen. Nach seinem Ausscheiden aus dem Europäischen Parlament wurde ihm 2003 die Robert-Schuman-Medaille der Fraktion der Europäischen Volkspartei (Christdemokraten) und europäischer Demokraten verliehen.
Nicholas Bethell war zwei Mal verheiratet. In erster Ehe heiratete er am 7. April 1964 Cecilia Mary Lothian Honeyman († 1977), Tochter von Professor Alexander Mackie Honeyman. Aus dieser 1971 geschlossenen Ehe ging der Sohn Hon. James Nicholas Bethell (* 1967), der bei seinem Tod am 8. September 2007 die Titel als 5. Baron Bethell und als 5. Baronet erbte. Aus seiner zweiten, 1992 geschlossenen Ehe mit Bryony Lea Griffiths, Tochter von Brian David Griffiths, ging noch der Sohn, Hon. John Andrew Rowland Bethell (* 1995), hervor.

## Veröffentlichungen
Nicholas Bethell verfasste zudem verschiedene Sachbücher zu zeitgeschichtlichen politischen Themen. Zu seinen Werken gehören:
- Gomulka. His Poland and his Communism, 1969
  - Deutsch: Die polnische Spielart. Gomulka und die Folgen, 1971
- The War Hitler Won, 1972
- The Last Secret, 1974
  - Deutsch: Das letzte Geheimnis. Die Auslieferung russischer Flüchtlinge an die Sowjets durch die Alliierten 1944–47, 1975, ISBN 978-3-550-07313-7
- Russia Besieged, 1977
  - Deutsch: Der Angriff auf Russland, 1980
- The Palestine Triangle, 1979
  - Deutsch: Das Palästina-Dreieck. Juden und Araber im Kampf um das britische Mandat 1935–1948, 1979, ISBN 978-3-549-07388-9
- The Great Betrayal, 1984
- Spies and Other Secrets, 1994